# Serguei Sokolov
Serguei Leonidòvitx Sokolov (Ievpatòria, Crimea, Ucraïna 1 de juliol de 1911 - Moscou, 31 d'agost de 2012) fou un militar soviètic i des de 1991 rus.
Fou comandant del Districte Militar de Leningrad entre 1965 i 1984; Primer viceministre de Defensa entre 1967 i 1984; i Ministre de Defensa de la Unió Soviètica des de 1984 fins a 1987. Va ser acomiadat per Mikhaïl Gorbatxov de l'aterrament del pilot alemany Mathias Rust a la plaça Roja. Era també mebre sense dret a vota del Buró Polític de 1985 fins a 1987.
Va ser a càrrec de les forces terrestres soviètiques durant la invasió soviètica de l'Afganistan. Hi va dirigir la principal incursió soviètica de les forces terrestres el 27 de desembre 1979. Les seves accions i estratègies de comandament durant la guerra en van fer un dels mariscals més respectats de la Unió Soviètica. Va ser promogut Mariscal de la Unió Soviètica el 1978.
El 1992, ha estat breument assessor del ministre de Defensa de Rússia.
El 28 d'abril de 1980 li van concedir el títol d'Heroi de la Unió Soviètica i el juliol de 2001 va ser nomenat ciutadà honorari de Crimea.